# Phebellia glirina
Phebellia glirina är en tvåvingeart som först beskrevs av Camillo Rondani 1859.  Phebellia glirina ingår i släktet Phebellia och familjen parasitflugor. Arten är reproducerande i Sverige. Inga underarter finns listade i Catalogue of Life.